# Ледмане
Ле́дмане (латыш. Lēdmane) — населённый пункт в Огрском крае Латвии. Административный центр Ледманской волости. Находится на правом берегу реки Лобе вблизи места её впадения в Огре. Расстояние до города Огре составляет около 32 км.
По данным на 2008 год, в населённом пункте проживало 643 человека. Есть волостная администрация, начальная школа, народный дом, библиотека, почтовое отделение, аптека, практика семейного врача и несколько магазинов.

## История
В советское время населённый пункт был центром Ледманского сельсовета Огрского района. В селе располагалась центральная усадьба колхоза «Ледмане».